# 茅ヶ崎運輸区
茅ヶ崎運輸区（ちがさきうんゆく）は、神奈川県茅ヶ崎市にかつて存在した東日本旅客鉄道（JR東日本）横浜支社の運転士・車掌が所属する組織である。2022年3月11日限りで廃止し、現在は湘南・相模統括センター茅ヶ崎乗務ユニット。

## 概要
かつては茅ヶ崎運転区として相模線用の気動車（キハ35系、古くはキハ10系など）が配置されていた。
相模線の電化後は相模線用E131系電車の車両基地として主に使用されているほか、2007年5月までは新鶴見機関区川崎派出のDE11形が2両常駐し、うち1両が交代で相模貨物駅の入換作業を行っていた。
構内には貨物線に平行した留置線が5本あり、平日朝夕用特急車両等が間合い留置される事がある。
車体に書かれていた略号は「東チサ」（東京地域本社の「東」と茅ヶ崎の「チサ」）。

## 乗務範囲
- 相模線：茅ケ崎駅 - 橋本駅間
- 横浜線：橋本駅 - 八王子駅間（横浜線直通列車のみ）
- 東海道貨物線：茅ケ崎駅 - 国府津駅間（回送列車のみ）

## 歴史
- 1995年11月1日：電化後も引き続き配置されていたキハ35系5両が廃車される。
- 1997年11月13日：茅ヶ崎運転区と茅ヶ崎車掌区を統合し、茅ヶ崎運輸区発足。
- 2007年）5月：相模貨物駅の入換作業を行うディーゼル機関車の常駐がなくなる。
- 2022年3月12日 相模線ワンマン化に伴い、車掌行路を廃止。東海道本線藤沢～二宮間・相模線の各駅、茅ヶ崎運輸区を統合して湘南・相模統括センターが発足。茅ヶ崎運輸区を廃止する。
- 2024年10月1日 国府津運輸区が当センターに統合されるのに伴いユニット名を茅ヶ崎乗務ユニットとする。

座標: 北緯35度19分59.6秒 東経139度24分47.8秒 / 北緯35.333222度 東経139.413278度